# Георг Грос
Георг Грос (Берлин, 26. јул 1893 — Западни Берлин, 6. јул 1959) је био немачки графичар и сликар.
У Паризу је након додира с футуризмом и дадаистичким ексцесима прешао на политичку и социјалну карикатуру у сатиричким часописима. Његов ликовни израз је немилосрдна критика немачког милитаризма и буржоаске класе. Од немачког хаоса после Првог светског рата до првих симптома нацистичког терора своју ликовну документацију објављивао је у циклусима графике: „Бог је с нама“, „Лице владајуће класе“, „Ево човека“ Од слика истичу се „Помрчина сунца“ и „Немачка, једна зимска бајка“. 1932. иселио се у САД, где је радио цртеже за књиге. Успомене свог живота објавио је 1931. у Немачкој, а 1946. у Њујорку под називом „Мало да и велико не“.